# Robert Seguso
Robert Seguso, né le 1er mai 1963 à Minneapolis, est un ancien joueur américain de tennis professionnel.

## Parcours dans les tournois duGrand Chelem

### En simple
| Année | Open d'Australie | Open d'Australie | Internationaux de France | Internationaux de France | Wimbledon       | Wimbledon    | US Open         | US Open      | Open d'Australie | Open d'Australie |
| ----- | ---------------- | ---------------- | ------------------------ | ------------------------ | --------------- | ------------ | --------------- | ------------ | ---------------- | ---------------- |
| 1983  | n.o.             | n.o.             | —                        | —                        | —               | —            | 2e tour (1/32)  | R. Acuña     | 2e tour (1/32)   | J. Lloyd         |
| 1984  | n.o.             | n.o.             | 2e tour (1/32)           | J. Higueras              | 1er tour (1/64) | P. Cash      | 1er tour (1/64) | T. Šmíd      | 3e tour (1/16)   | S. Simonsson     |
| 1985  | n.o.             | n.o.             | —                        | —                        | 1/8 de finale   | R. Acuña     | 1er tour (1/64) | J. Canter    | —                | —                |
| 1986  | n.o.             | n.o.             | 3e tour (1/16)           | M. Pernfors              | 3e tour (1/16)  | van Rensburg | 2e tour (1/32)  | I. Lendl     | n.o.             | n.o.             |
| 1987  | 1/8 de finale    | S. Edberg        | 1er tour (1/64)          | M. Vajda                 | 1er tour (1/64) | M. Pernfors  | 1er tour (1/64) | G. Forget    | n.o.             | n.o.             |
| 1988  | —                | —                | 1er tour (1/64)          | M. Chang                 | 3e tour (1/16)  | W. Masur     | 2e tour (1/32)  | J. Lozano    | n.o.             | n.o.             |
| 1989  | —                | —                | —                        | —                        | 2e tour (1/32)  | J. Pugh      | 1er tour (1/64) | M. Davis     | n.o.             | n.o.             |
| 1990  | —                | —                | —                        | —                        | —               | —            | 1er tour (1/64) | A. Cherkasov | n.o.             | n.o.             |

N.B. : à droite du résultat se trouve le nom de l'ultime adversaire.

### En double
| Année | Open d'Australie    | Open d'Australie    | Internationaux de France | Internationaux de France   | Wimbledon                | Wimbledon               | US Open                 | US Open               | Open d'Australie        | Open d'Australie     |
| ----- | ------------------- | ------------------- | ------------------------ | -------------------------- | ------------------------ | ----------------------- | ----------------------- | --------------------- | ----------------------- | -------------------- |
| 1983  | n.o.                | n.o.                | —                        | —                          | —                        | —                       | 1/8 de finale C. Strode | P. Fleming J. McEnroe | 1/8 de finale K. Flach  | M. Bauer P. Cash     |
| 1984  | n.o.                | n.o.                | 1er tour (1/32) K. Flach | M. Lewis D. Mustard        | 1/8 de finale K. Flach   | P. Cash P. McNamee      | 2e tour (1/16) K. Flach | T. Delatte C. Wittus  | 2e tour (1/16) K. Flach | V. Amritraj I. Lendl |
| 1985  | n.o.                | n.o.                | 1/4 de finale K. Flach   | S. Glickstein H. Simonsson | 1er tour (1/32) K. Flach | N. Brown D. Felgate     | Victoire K. Flach       | H. Leconte Y. Noah    | —                       | —                    |
| 1986  | n.o.                | n.o.                | 1/4 de finale K. Flach   | H. Günthardt P. McNamee    | 1/4 de finale K. Flach   | J. Nyström M. Wilander  | —                       | —                     | n.o.                    | n.o.                 |
| 1987  | 1/2 finale K. Flach | P. Doohan L. Warder | Victoire A. Järryd       | G. Forget Y. Noah          | Victoire K. Flach        | S. Casal E. Sánchez     | Finale K. Flach         | S. Edberg A. Järryd   | n.o.                    | n.o.                 |
| 1988  | —                   | —                   | 1/4 de finale K. Flach   | L. Lavalle A. Moreno       | Victoire K. Flach        | J. Fitzgerald A. Järryd | 1/2 finale K. Flach     | R. Leach J. Pugh      | n.o.                    | n.o.                 |
| 1989  | —                   | —                   | —                        | —                          | 1/2 finale K. Flach      | J. Fitzgerald A. Järryd | Finale K. Flach         | J. McEnroe Woodforde  | n.o.                    | n.o.                 |
| 1990  | —                   | —                   | 2e tour (1/16) K. Flach  | L. Mattar D. Pérez         | 1/4 de finale K. Flach   | P. Aldrich D. Visser    | 1/8 de finale K. Flach  | P. Aldrich D. Visser  | n.o.                    | n.o.                 |
| 1991  | —                   | —                   | 2e tour (1/16) K. Flach  | J. Frana L. Lavalle        | 1/8 de finale K. Flach   | G. Connell Michibata    | 1/2 finale K. Flach     | S. Davis D. Pate      | n.o.                    | n.o.                 |
| 1992  | —                   | —                   | —                        | —                          | 1er tour (1/32) Annacone | P. Galbraith J. Palmer  | —                       | —                     | n.o.                    | n.o.                 |
| 1993  | —                   | —                   | —                        | —                          | —                        | —                       | —                       | —                     | n.o.                    | n.o.                 |
| 1994  | —                   | —                   | —                        | —                          | —                        | —                       | —                       | —                     | n.o.                    | n.o.                 |
| 1995  | —                   | —                   | 1er tour (1/32) K. Flach | A. Boetsch M. Rosset       | 1er tour (1/32) K. Flach | Woodbridge Woodforde    | —                       | —                     | n.o.                    | n.o.                 |

N.B. : le nom du ou de la partenaire se trouve sous le résultat ; le nom des ultimes adversaires se trouve à droite.

## Participation aux Masters

### En double
| Année | Ville        | Surface         | Partenaire | Résultats | Résultat final     |
| ----- | ------------ | --------------- | ---------- | --------- | ------------------ |
| 1984  | New York     | Moquette indoor | Ken Flach  | 0v, 1d    | Quart de finaliste |
| 1985  | New York     | Moquette indoor | Ken Flach  | 1v, 1d    | Demi-finaliste     |
| 1987  | Londres      | Moquette indoor | Ken Flach  | 3v, 2d    | Finaliste          |
| 1988  | Londres      | Moquette indoor | Ken Flach  | 2v, 2d    | Éliminé en poules  |
| 1991  | Johannesburg | Dur indoor      | Ken Flach  | 4v, 1d    | Finaliste          |